# Cobaea scandens
Cobaea scandens là một loài thực vật có hoa trong họ Polemoniaceae. Loài này được Cav. mô tả khoa học đầu tiên năm 1791.

## Hình ảnh

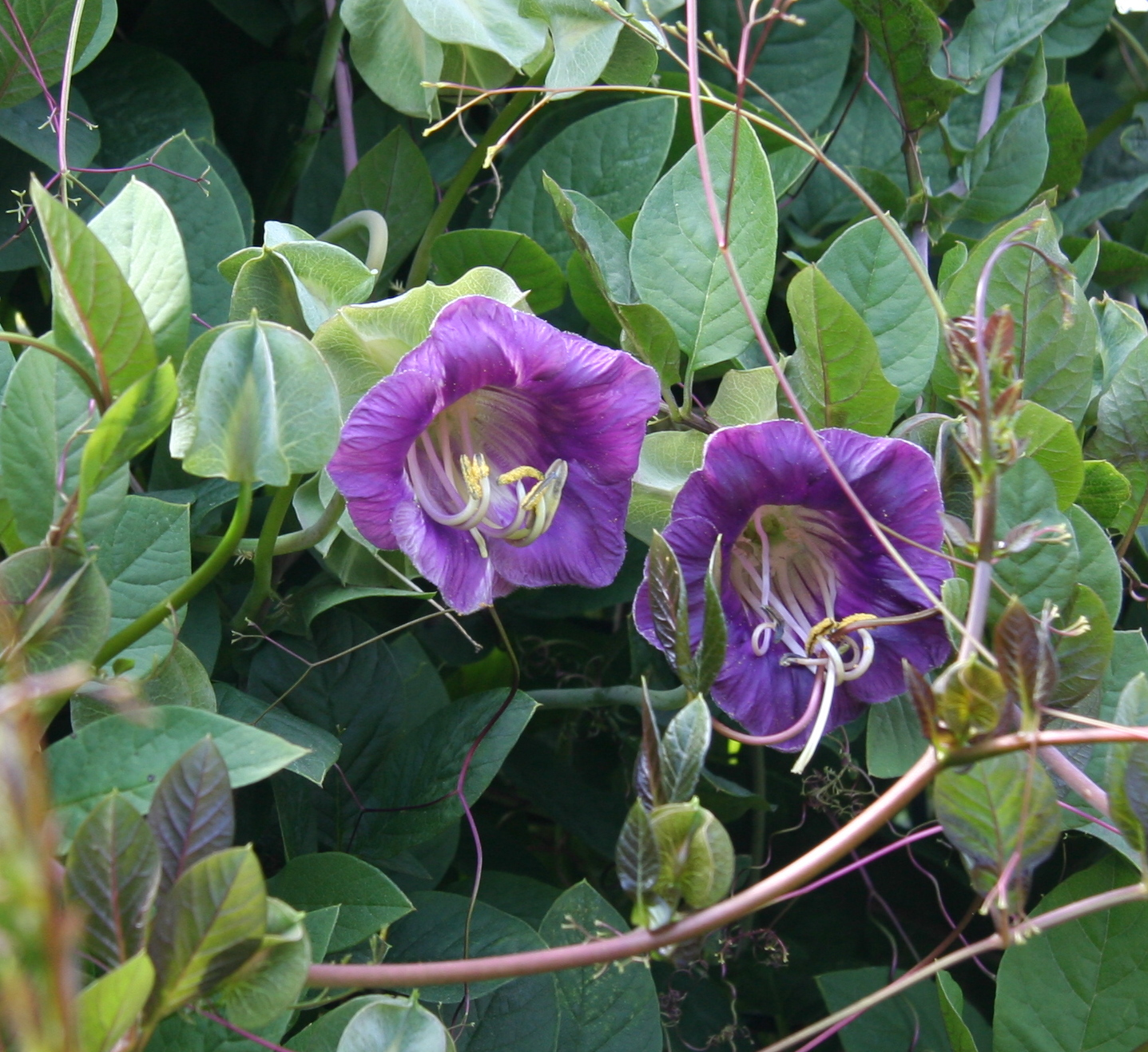
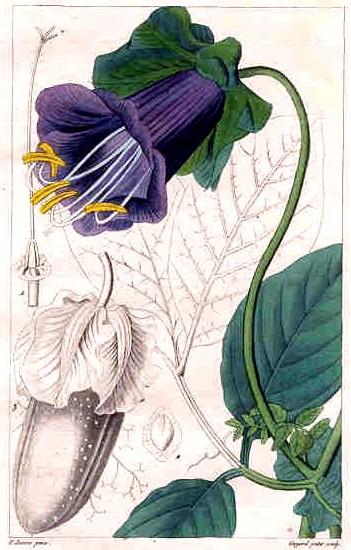
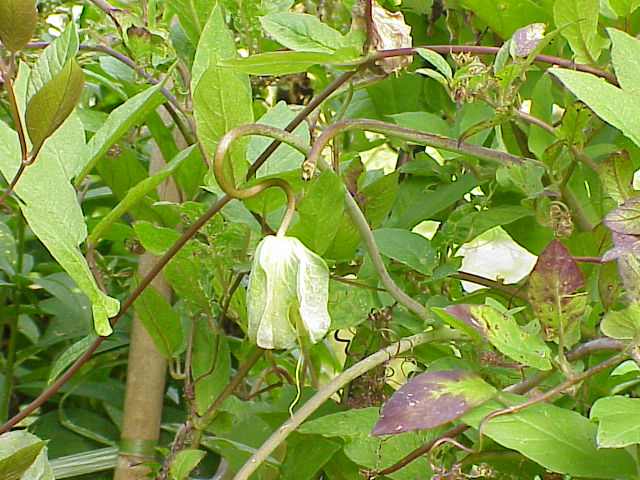
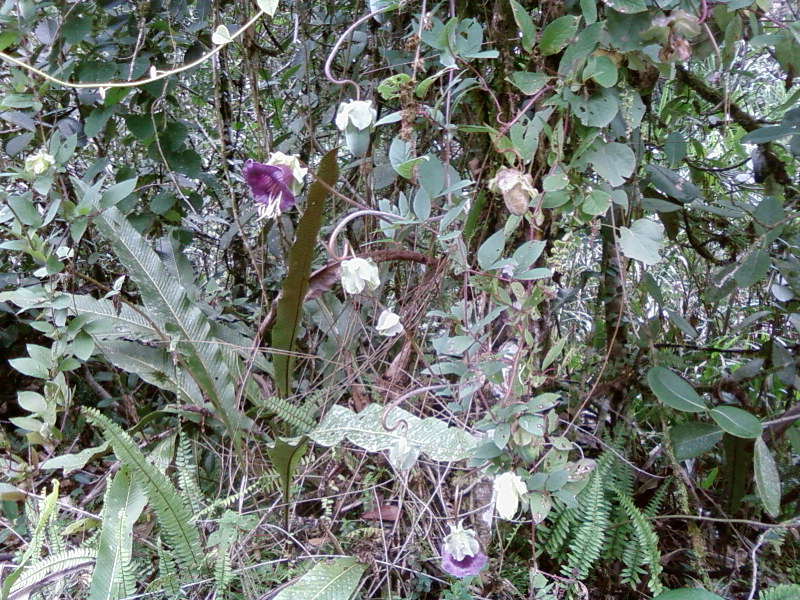